# Tmarus longqicus
Tmarus longqicus är en spindelart som beskrevs av Song och Zhu 1993. Tmarus longqicus ingår i släktet Tmarus och familjen krabbspindlar. Inga underarter finns listade i Catalogue of Life.